# Orestes (football)
Pour la ville de l’Indiana, voir Orestes.
Orestes Junior Alves, dit Orestes, né le 24 mars 1981 à Lavras, est un footballeur brésilien. Il joue au poste de défenseur.